# Arras
Arras (AFI francese: [aˈʁɑs]; in piccardo Aro; in olandese Atrecht [ˈaːtrɛxt]; in italiano storico Arazzo) è un comune francese di 40 970 abitanti situato nel dipartimento del Passo di Calais, di cui è capoluogo e sede di prefettura, nella regione dell'Alta Francia.

## Geografia fisica
Arras è situata nell'Artois alla confluenza della Scarpe e del Crinchon.
L'agglomerazione beneficia della posizione strategica all'incrocio delle autostrade A1 (Parigi - Lilla) e A26 (Reims - Calais Tunnel).
Il territorio comunale è bagnato dalle acque del fiume Crinchon.

## Clima
| Arras               | Mesi | Mesi | Mesi | Mesi | Mesi | Mesi | Mesi | Mesi | Mesi | Mesi | Mesi | Mesi | Stagioni | Stagioni | Stagioni | Stagioni | Anno |
| Arras               | Gen  | Feb  | Mar  | Apr  | Mag  | Giu  | Lug  | Ago  | Set  | Ott  | Nov  | Dic  | Inv      | Pri      | Est      | Aut      | Anno |
| ------------------- | ---- | ---- | ---- | ---- | ---- | ---- | ---- | ---- | ---- | ---- | ---- | ---- | -------- | -------- | -------- | -------- | ---- |
| T. max. media (°C)  | 5,2  | 6,2  | 10,1 | 13,5 | 17,1 | 20,2 | 22,0 | 22,0 | 19,6 | 14,5 | 9,3  | 6,0  | 5,8      | 13,6     | 21,4     | 14,5     | 13,8 |
| T. min. media (°C)  | 0,1  | 0,5  | 2,2  | 4,8  | 7,9  | 10,5 | 12,4 | 12,5 | 10,8 | 7,2  | 3,9  | 1,3  | 0,6      | 5,0      | 11,8     | 7,3      | 6,2  |
| Precipitazioni (mm) | 54   | 45   | 48   | 43   | 53   | 56   | 59   | 57   | 60   | 62   | 70   | 59   | 158      | 144      | 172      | 192      | 666  |

## Storia

### Le origini

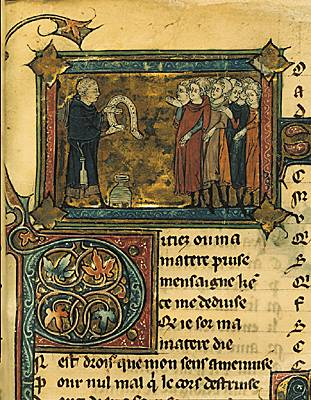
Una miniatura del XIII secolo con Jean Bodel, Bibliothèque nationale de France, Parigi.

Il primo insediamento che sorse in quest'area fu un villaggio, fondato dalla tribù belga degli Atrebati, chiamato Nemetocenna, in riferimento ad un boschetto sacro (nemeton) che doveva esistere nelle vicinanze. Con l'arrivo dei Romani il borgo venne rinominato Atrebatum e divenne un'importante piazzaforte militare.

### Il Medioevo
Gli abitanti vennero convertiti al cristianesimo dapprima da San Diogene, poi, circa un secolo più tardi da Vedasto di Arras, che stabilì nella città la sede episcopale e fondò nei dintorni una grande abbazia benedettina. Arras iniziò a svilupparsi come centro di commercio del grano, ma nel IX secolo fu frequentemente bersaglio di incursioni vichinghe.

#### Ascesa
Arras è citata nel resoconto dell'itinerario di Sigerico di Canterbury che, attorno al 990 si recò a Roma per ricevere dalle mani del Pontefice Giovanni XV il Pallio: tale percorso nei secoli successivi sarebbe stato chiamato Via Francigena. In particolare la località rappresentava la LXXV tappa (submansio) ed era definita dall'Arcivescovo di Canterbury Atherats.
Successivamente Arras divenne un importante centro culturale, fu qui che fiorirono alcuni dei generi poetici più famosi della letteratura medioevale francese, quello dei trovieri e quello dei menestrelli. Costoro avevano l'abitudine di riunirsi in puy (società) o in confraternite e due di esse, i Puy d'Arras e la Confrérie des jongleurs et bourgeois d'Arras, sono passate alla storia. Alcuni celebri poeti, come Jean Bodel e Adam de la Halle vissero a lungo ad Arras.
Nel 1180 ottenne dal re di Francia i diritti per il commercio e sempre in quest'epoca iniziò a diventare anche un centro bancario e laniero. Punta di diamante dell'economia cittadina era la produzione degli arazzi, non a caso la parola italiana Arazzo deriva proprio dalla città di Arras.

#### Dominazioni

Mappa dell'Unione d'Arras (territori in giallo).

Nel corso dei secoli fu dominata da quasi tutte le potenze regionali dell'epoca, come la Contea d'Artois, la Contea delle Fiandre, il Ducato di Borgogna, gli Asburgo di Spagna e i francesi. Durante la guerra dei cent'anni fu teatro del Trattato di Arras che segnò la fine dell'alleanza anglo-borgognona.
I francesi, nel 1477, alla morte di Carlo I di Borgogna, occuparono la città, ma gli abitanti, fedeli alla corona borgognona, scacciarono gli occupanti. Il re Luigi XI, furioso, guidò personalmente l'assedio alla città che, una volta presa, vide le sue mura rase al suolo, i suoi abitanti deportati e rimpiazzati da genti di tutte le regioni del regno e, infine, il suo nome mutato in Franchise. Nel 1482 vi fu siglato un altro trattato, che segnava la fine delle ostilità fra Luigi XI e Massimiliano I d'Austria. Dieci anni dopo venne ceduta agli Asburgo e, conseguentemente, entrò a far parte dei Paesi Bassi spagnoli.
Nel 1579 le entità cattoliche dei Paesi Bassi rimaste fedeli a Filippo II di Spagna si riunirono qui e siglarono una fusione nota come Unione di Arras. Fu unita alla Francia definitivamente nel 1654.

### Il Novecento

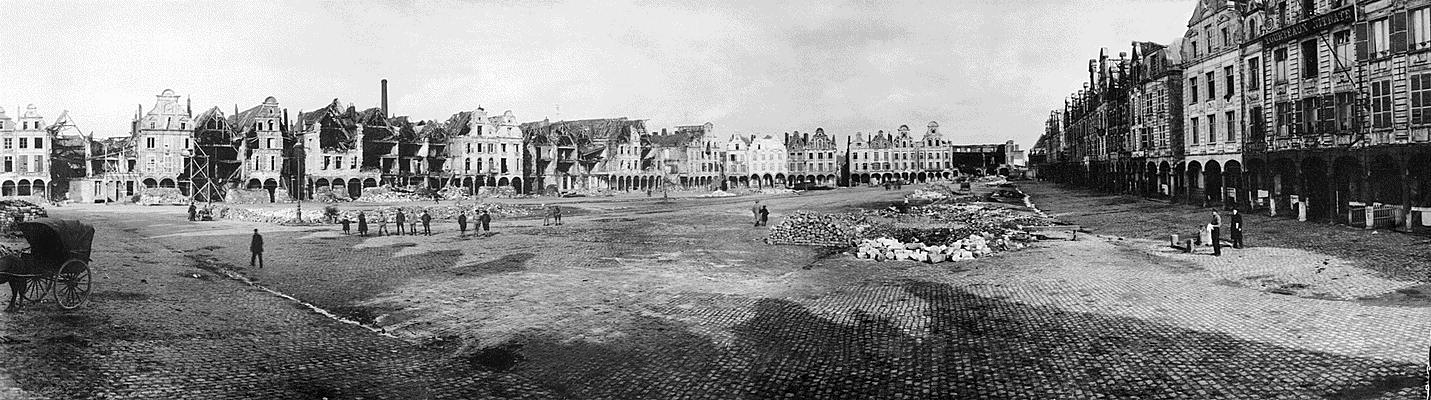
La Grand Place di Arras nel febbraio 1919, con ben evidenti le distruzioni della guerra.

Per tutta la durata del primo conflitto mondiale fu duramente bersagliata dall'artiglieria tedesca. Per sbloccare la situazione di stallo che si era creata nel settore di Arras, gli inglesi e i neozelandesi scavarono, partendo dal centro della città diversi tunnel volti a terminare alle spalle delle linee nemiche. Nel 1940, durante la campagna di Francia, gli alleati tentarono un'inutile contro-offensiva.

## Monumenti e luoghi d'interesse
- La Grand Place e la Piazza degli Eroi costituiscono un mirabile esempio d'architettura fiamminga del XVI-XVII secolo.
- Il Municipio ed il Beffroi. Sede storica del Comune cittadino, rappresenta un bell'esempio dell'architettura gotica civile in Francia. Venne classificato Monumento storico di Francia dal 1840 per il Beffroi, e dal 17 luglio 1921 per il palazzo comunale.[4] Il Beffroi è stato iscritto nel 2005 nella lista dei Campanili di Belgio e Francia del Patrimonio dell'umanità promosso dall'UNESCO.[5]
- La Cittadella, progettata dall'architetto militare e maresciallo di Francia Vauban, è stata classificata dall'UNESCO nel luglio 2008 Patrimonio dell'umanità.
- La Cattedrale e l'Abbazia di San Vedasto.
- La Maison du Wetz d'Amain.
- L'ottagonale piazza Victor Hugo e il suo obelisco.

## Società

### Evoluzione demografica
Abitanti censiti

## Economia
- Agroalimentare
- Industria meccanica
- Chimica
- Industria elettrica
- Commercio
- Importante settore terziario

## Artigianato
Arras è una località celebre per la lavorazione dei tessuti, tanto è vero che già nel XV secolo i mercanti italiani, provenienti da viaggi nel Nord Europa, chiamarono tutti i tessuti figurati in un primo tempo con il nome di "panno di razzo", e in seguito "arazzi".
Fin dai tempi degli antichi romani fu fiorente la lavorazione della lana, ma grazie all'impulso dei duchi di Borgogna fiorì la produzione di arazzi pregiati, caratterizzati da tessuti istoriati, da figure longilinee, da architetture gotiche, e da leggende agiografiche.
Con l'occupazione da parte di Luigi XI nel 1477, la produzione decadde, e Arras si distinse, nei tempi successivi, per una rinomata produzione di porcellane.

## Amministrazione

### Gemellaggi
- Chemnitz, dal 1967
- Herten, dal 1984
- Oudenaarde, dal 1990
- Ipswich, dal 1992
- Deva, dal 1998[7]

## Galleria d'immagini

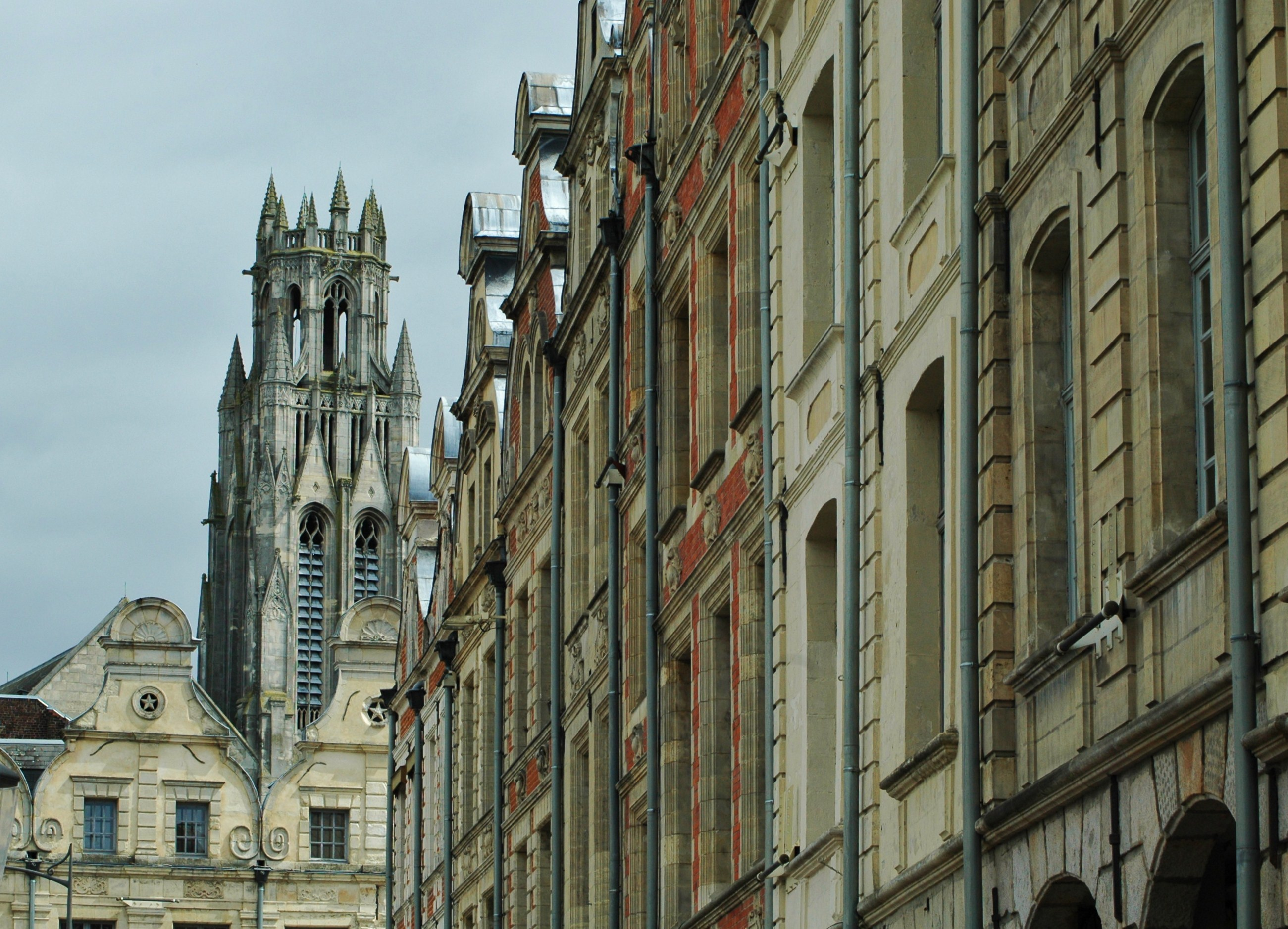
Facciate all'angolo di Place des Héros, con il campanile della chiesa di Saint-Jean-Baptiste
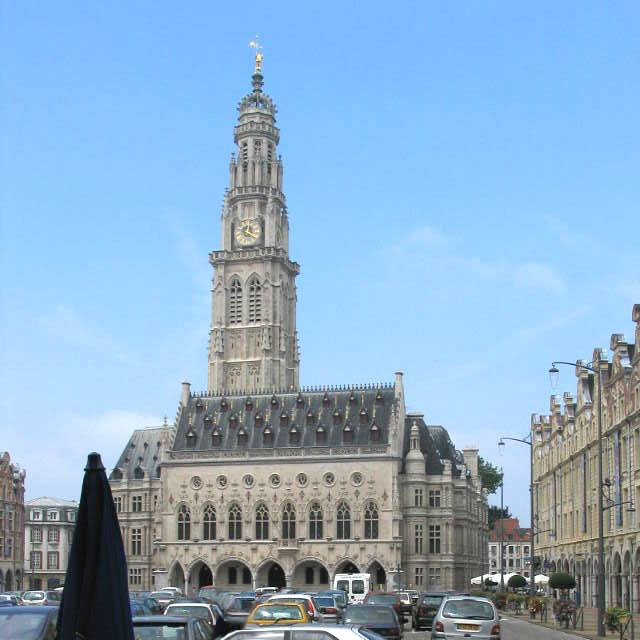
L'Hotel de Ville e il suo Beffroi
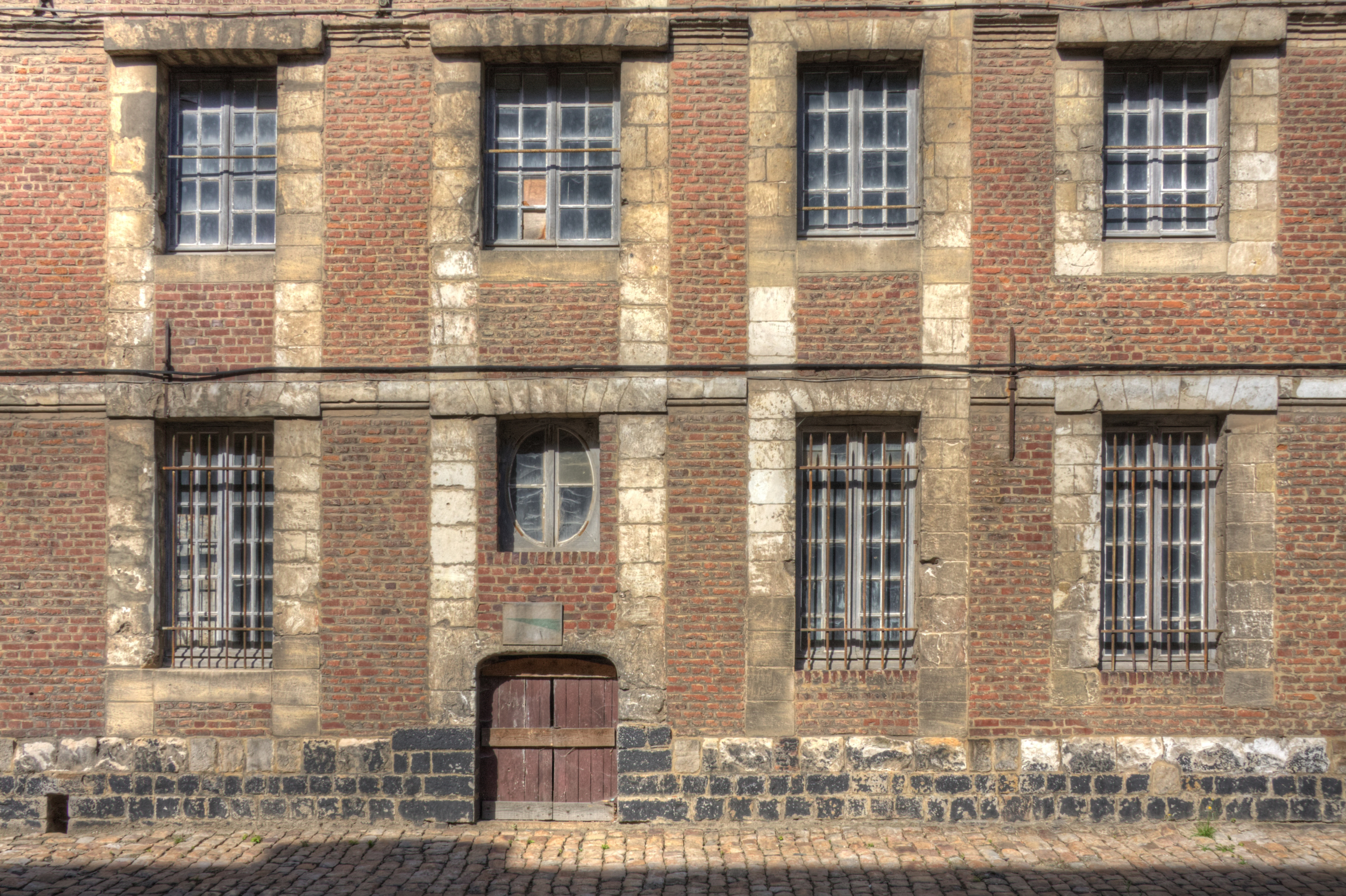
Edificio nella cittadella